# Édouard Totleben
 (avril 2011).
Si vous disposez d'ouvrages ou d'articles de référence ou si vous connaissez des sites web de qualité traitant du thème abordé ici, merci de compléter l'article en donnant les références utiles à sa vérifiabilité et en les liant à la section « Notes et références ».
Édouard Ivanovitch Totleben (parfois retranscrit Todleben), né en 1818 à Mitau (aujourd'hui Jelgava en Lettonie), mort en 1884 à Bad Soden est un général russe du génie ayant servi pendant le siège de Sébastopol.

## Jeunesse
Édouard Ivanovitch Totleben naît le 20 mai 1818 à Mitau en Courlande, actuellement Jelgava en Lettonie. Il est issu d'une famille germano-balte et son père, Johann Heinrich (1781-1855), est marchand. Il s'oriente vers la même profession mais se ravise et se réoriente vers la carrière militaire et le service d'ingénieur
Inscrit dans une école d'ingénieur de Saint-Pétersbourg, il ne peut finir son cursus pour des raisons de santé. Il est admis, comme élève étranger, à l'École polytechnique.

## Militaire
En 1836, il rejoint l'armée impériale russe, puis reprend des cours d'ingénieur à Riga. Il participe à plusieurs expéditions, en tant que capitaine du génie, notamment dans la campagne contre l'imam Chamil dans le Caucase. En 1851, Il est muté à Saint-Pétersbourg, dans un bataillon de sapeurs de la garde impériale.

## Guerre de Crimée
Dès 1853, il se retrouve engagé contre l'Empire ottoman en Roumanie et participe au siège de Silistra. Après la blessure de son supérieur, c'est lui qui prend en charge l'ensemble des travaux de siège. Après la levée de celui-ci, il est transféré en Crimée. Arrivant sur le site de Sébastopol, très bien défendu du côté de la mer, mais vulnérable du côté de la terre, il devient le maître d'ouvrage des travaux de fortification. Pressé par le débarquement de forces anglaises et françaises, il fait édifier à la hâte un impressionnant réseau d'ouvrages gabionnés reliés par des tranchées qui, en se modifiant au gré des situations, va résister pendant onze mois, au prix d'énormes sacrifices et d'un labeur incessant, aux bombardements et aux assauts de l'ennemi.
En sabordant les navires russes ancrés dans la rade, il interdit l'accès au port et peut réaffecter les pièces d'artillerie et les matelots à la défense de la ville. Il s'implique personnellement dans la réalisation et la coordination des travaux, à tel point que, le 20 juin 1855, il est blessé par balle. Sa santé se détériorant, il n'est plus sur les lieux quand la place tombe.
Lieutenant-colonel pendant le siège, puis lieutenant-général, il devint aussi aide-de-camp du tsar. Sa première intervention après la chute de Sébastopol est la mise en sécurité de la ville de Nikolaïev, le port de repli et d'entretien de la flotte russe.

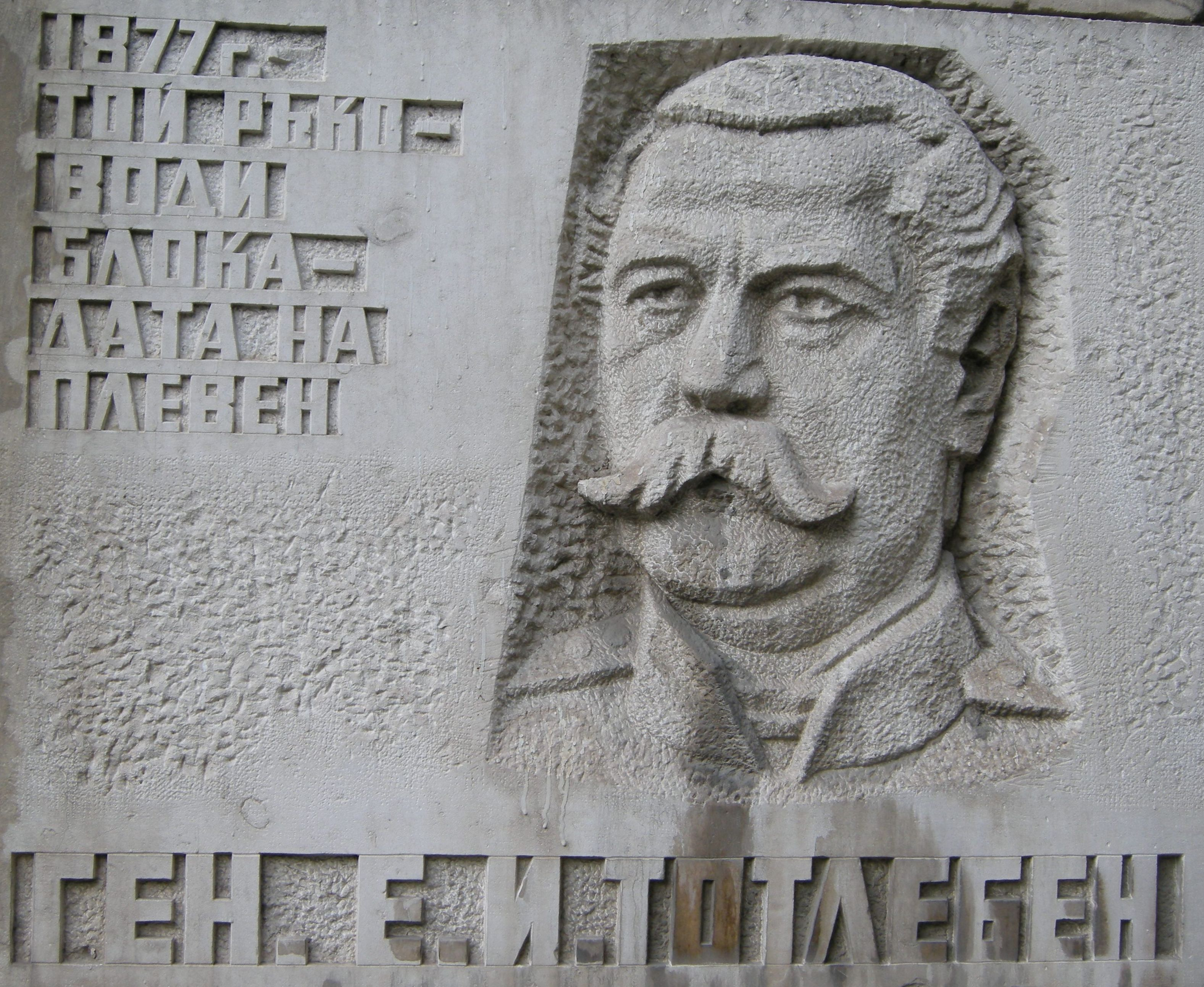
plaque en son hommage à Sofia.

## Organisateur
Héritier d'une idée de système de défense à la Vauban avec des places fortes d'arrêt reliées par des lignes de ravitaillement (chemin de fer), il est impliqué dans la restructuration des forteresses des bouches du Dniepr, du détroit de Kertch et de Cronstadt.
Il est aussi le réorganisateur du service du génie, directeur des services du génie de 1859 à 1863 sous la direction du grand-duc Nicolas. Inspecteur général technique en 1863, il pousse à la réorganisation des places fortes :
- en 1869, il propose la restructuration de Kiev et du mont Chauve ;
- entre 1871 et 1875 celles de Brest-Litovsk, Kovno, Bialystok, Goniondza (voïvodie de Podlachie), Grodno, Dubno et Proskourov.

Cette organisation présage ce que sera le système Séré de Rivières et les fortifications d'Anvers, qui seront rénovées dans le cadre du « plan Keller ».
Il avait entrepris de voyager en Grande-Bretagne et en Belgique pour visiter les constructions de l'époque.
Il aurait rencontré le général Trochu à Paris en septembre 1870 et aurait mis en doute l'efficacité des défenses de la capitale contre les Prussiens.
Curieusement, en avril 1871, il aurait écrit une longue lettre à Rossel, alors un des chefs militaires de la Commune de Paris, une longue lettre lui donnant des conseils précis pour la défense de Paris contre les Versaillais. La source demeure incertaine.

## Guerre russo-turque de 1877-1878
La menace d'une nouvelle guerre avec la Turquie pousse à ce qu'il soit nommé administrateur en chef de la défense de la mer Noire en 1876. Il fait poser des mines pour protéger Odessa, Sébastopol, Otchakov, tout en rénovant les batteries côtières et le service afférent.
Il peut ainsi retourner à Saint-Pétersbourg fin 1876. Au moment du siège de Plevna, il est renvoyé au front pour le diriger, la manœuvre consistant à couper Osman Pacha de ses lignes de communications. Les préliminaires de paix étant en discussion, Totleben est placé à la tête des troupes russes sur ce front. Il libère les villes le long du Danube du joug ottoman, en particulier Joujna et Roustchouk.

## Gouverneur

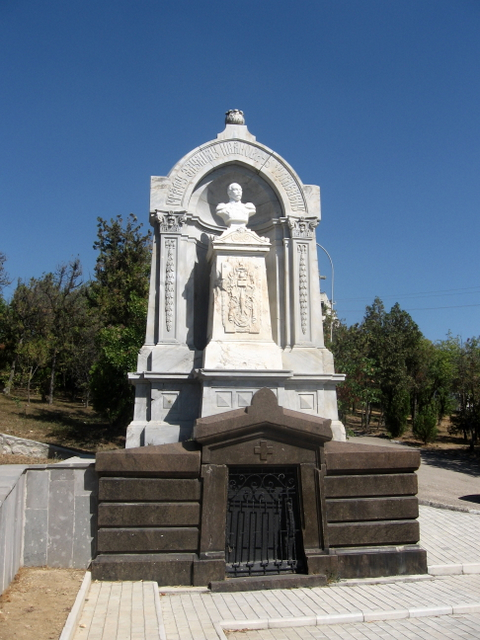
Tombe au cimetière militaire de Sébastopol.

Après la guerre il est nommé gouverneur général de Bessarabie et de Nouvelle Russie. Après une tentative d'attentat contre l'empereur Alexandre II à Odessa en 1880, il se signale par son zèle contre le mouvement révolutionnaire, ordonnant sept condamnations à mort et de nombreuses déportations en Sibérie.
Il se voit proposer le poste de gouverneur de Wilno en 1880. Il est élevé au titre de comte héréditaire. Il fait construire, en 1882, dans son domaine à Kėdainiai un minaret qui rappelle les guerres contre les Turcs.
Il meurt le 1er juillet 1884 à Bad Soden am Taunus, et est enterré au cimetière militaire de Sébastopol.

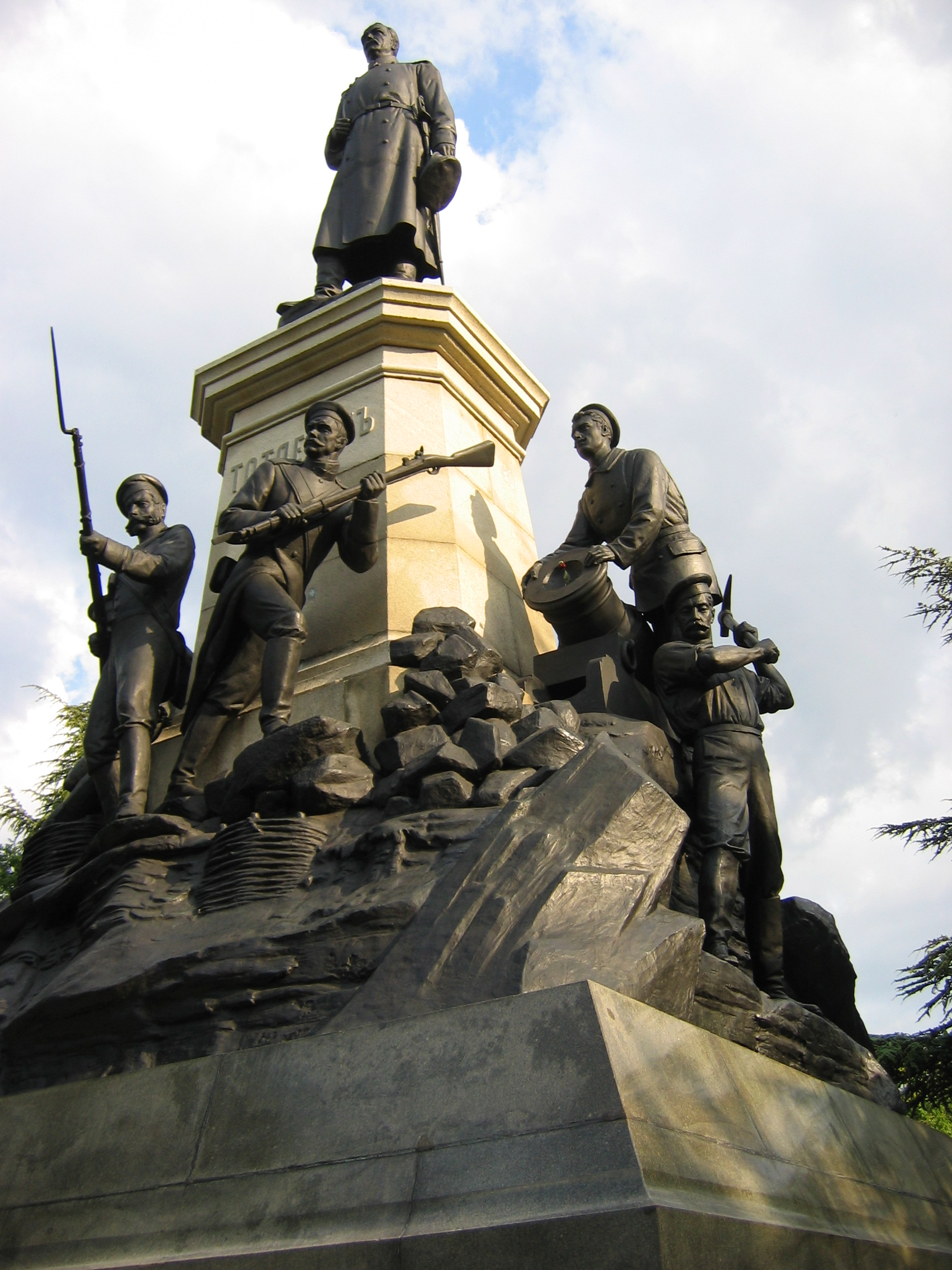
Monument de Totleben du Boulevard historique de Sébastopol.

## Hommages
En raison de son rôle dans la libération du pays après le siège de Plevna, la ville de Totleben (en), près de Pleven, porte son nom. Un monument rappelant son rôle dans le siège de Sébastopol y a été érigé. Une plaque et un boulevard à Sofia rappellent son rôle dans la libération du pays. Une salle lui est consacrée dans le panorama de Pleven, un musée consacré à la guerre russo-turque. Un fort défendant de Cronstadt porte son nom.